# 2025년 미얀마 지진
2025년 미얀마 지진(버마어: ၂၀၂၅ မြန်မာ ငလျင်)은 2025년 3월 28일 오후 12시 50분 52초(현지 시각, 협정 세계시 06:20:52)에 미얀마의 제2도시인 만달레 인근 저가잉도에서 발생한 모멘트 규모 Mw7.7~7.9의 지진이다. 지진의 흔들림은 수정 메르칼리 진도 계급 기준 최대진도 X를 기록했다. 이번 지진은 1912년 메묘 지진 이후 미얀마에서 발생한 규모가 가장 큰 지진이자 미얀마 현대사에서 1930년 바고 지진 다음으로 사망자가 많은 지진으로 기록되었다. 이번 지진으로 미얀마에 광범위한 피해가 발생했으며 이웃한 태국에서도 큰 피해가 발생했다. 중국 윈난성에서도 주택 수백 채가 파손되는 피해가 발생했으며, 베트남 호찌민시에서도 아파트 400채 이상이 피해를 입었다.
이번 지진으로 미얀마에서는 5,352명이, 태국에서는 103명이 사망했으며, 베트남에서는 1명이 지진의 충격으로 사망했다. 또한 11,404명 이상이 부상을 입었으며 수백 명이 실종되었다. 태국 내 사망자는 방콕의 붕괴된 건설 현장에서 주로 발생했으며, 이 지역의 얕은 지질은 먼 곳에서 오는 지진파에 더 취약하다. 미얀마와 태국 정부는 이번 지진으로 비상사태를 선포했다. 지진이 금요 예배 시간에 발생하면서 모스크 붕괴로 수백 명의 무슬림이 사망했다. 또한 8,300개 이상의 수도원, 수녀원, 불탑이 파괴되었다. 미얀마 내 진행 중인 내전은 재난 구호 활동과 정보 노출의 어려움을 가중시켰다. 이번 지진은 2023년 튀르키예-시리아 지진 이후 전 세계에서 가장 많은 사망자를 낸 지진이다.

## 지질학적 환경
미얀마는 인도판, 유라시아판, 순다판, 버마판 4개 판 사이에 끼어 있어 활발한 지질학적 활동이 일어난다. 코코 제도 서해안과 라카인 해안을 따라 방글라데시까지 이어지는 긴 경계는 순다 메가스러스트라고 부르는 매우 비스듬한 각도의 거대한 수렴 경계가 있다. 이 큰 단층은 인도판과 버마판 사이의 경계이다. 순다 메가스러스트는 방글라데시 해저에서부터 친 구릉 동쪽까지 쭉 이어진다. 경계는 미얀마 북쪽까지 계속 이어져 히말라야산맥 동쪽까지 이어진다.
한편 안다만 발산 경계 중심에서부터 북쪽의 주전선 충상단층(MFT)까지 약 1,400-킬로미터 (870 mi) 길이의 변환 단층이 미얀마를 남북으로 관통한다. 이 변환단층은 저가잉 단층으로 버마판과 순다판이 1년에 18–49 mm (0.71–1.93 in)의 속도로 경계에서 움직이고 있다. 저가잉 단층은 미얀마에서 가장 크고 가장 활발한 지진을 일으키는 활단층이며 또한 양곤, 네피도, 만달레 등 미얀마의 대도시 주변을 지나거나 바로 아래에 있다. 저가잉 단층에서 일어난 대표적인 피해가 큰 대지진으로 1930년 5월과 12월(규모 M7.3 & 7.5), 1931년(규모 M7.5), 1946년(규모 M7.3 & 7.7), 1956년(규모 M7.1), 1991년(규모 M6.8), 2012년(규모 M6.9) 지진이 있다. 저가잉 단층에서 발생하는 지진은 단층분절(Sagment)에 따라 규모 M7.0에서 최대 M8.0에 달한다. 지진 발생 간격도 단층분절에 따라 다른데 1930년 파열된 남쪽 분절의 경우 고지진학 연구에 따르면 약 100~150년의 주기를 가지고 있다.
수 세기간 이 지역에 매우 큰 지진이 여러 차례 일어났지만 지진과 관련된 학술 연구는 미미했다. 따라서 대규모 지반 파열을 포함한 미얀마에서 발생했던 거의 대부분의 지진이 잘 알려져 있지 않다. 1762년 발생한 규모 M8.5~8.8의 지진은 순다 메가스러스트의 라카인 해안 지역을 파열시켰다. 1762년 지진은 인도판이 메가스러스트를 따라 버마판 아래로 침강하면서 움직여 발생했다고 추정된다. 또한 미얀마 중부 아래에 있는 섭입해 들어간 잔해인 슬래브는 판 내부 지진을 일으킨다. 1975년 바간 지진은 진원 깊이 120 km의 중발지진으로 섭입해 들어간 인도판 내의 역단층에서 발생한 지진이다.
지구물리학 저널인 《Journal of Geophysical Research: Solid Earth》에 발표된 연구에 따르면 저가잉 단층은 크게 북부와 남부 2개 지역으로 구분할 수 있다. 북위 16.5도에서 23.5도 구간은 저가잉 단층 남부분절이다. 남부분절은 또 남쪽부터 각각 바고 단층분절, 퓨 단층분절, 네피도 단층분절, 밋지나 단층분절, 저가잉 단층분절 5개로 세분할 수 있다. 네피도 단층분절은 미얀마의 수도인 네피도 바로 아래에 있는 단층으로 70 km에 달하는 길이의 평행한 두 단층이다. 이 단층에서 발생한 마지막 지진은 1929년 발생한 규모 M7.0 이하의 지진이다. 만달레와 네피도 사이에 끼어 있는 밋지나 단층분절은 약 220 km 길이인데 거의 직선에 가까운 선형이다. 이 구간 지형은 거의 평평한데 이는 밋지나 단층분절이 거의 완벽한 수평성분만 가진 주향이동단층임을 뜻한다. 이 단층분절은 1839년 잉와 지진 당시 파열되었을 가능성이 있지만 근현대 이후에는 큰 지진이 발생한 적이 없었다. 저가잉 단층분절은 에야와디강과 평행하게 이어진 또 다른 선형 단층 구간이다. 저가잉 단층분절의 북부는 1946년 저가잉 지진 본진 당시 대부분 파열되었으며, 남부 일부는 1956년 저가잉 지진 당시 일부 파열되었다.
이번 지진은 태국에도 영향을 미쳤는데 주로 진앙에서 약 1,000 km나 떨어진 방콕 도시권에 피해가 집중되었다. 부드러운 해안 점토로 이루어진 최상층 지층이 특징인 방콕은 고층 건물이 흔들릴 때 공명 진동수와 일치할 수 있는 장주기 지진동을 증폭시키는 국부적인 지반 효과가 일어나기 쉽기 때문에 신설된 고층 건물이 멀리서 일어난 큰 규모의 지진에 취약하다. 방콕 시민은 종종 수백, 혹은 수천 km 떨어진 지진의 흔들림을 느꼈다는 보고가 간혹 있었다. 아시아 공과대학의 페눙 워니짜이가 이끄는 연구팀은 이전에 저가잉 단층이 잠재적인 위험 지역이라 분석했는데 방콕에서 약 400 km 떨어진 안다만해에서 규모 M8.0의 지진이 일어나면 매우 큰 피해를 입을 수 있다고 분석했다. 고층건물의 치명적인 피해를 막기 위해 2007년에야 태국 건축법에 지진에 대한 기본 사항이 추가되어 오래된 건물의 경우 장주기 지진동에 취약하다.

## 지진
지진은 현지 시각 기준 낮 12시 50분 52초에 발생했으며 진앙은 저가잉도-만달레도 경계 인근 저가잉구에서 발생했으며 저가잉에서 북북서쪽으로 14 km, 미얀마 제2도시인 만달레에서 서쪽으로 16 km 떨어져 있다. 미국 지질조사국(USGS)은 이번 지진의 규모를 모멘트 규모 Mw7.7로 분석했으며, 태국 기상국은 현지 규모 ML8.2로 분석했다. 파리 지구물리연구소는 모멘트 규모 Mw7.9로 분석했다. 중국지진국은 표면파 규모 Ms7.9로 분석했다. 이번 지진은 규모 Mw7.9인 1912년 메묘 지진 이래 미얀마에서 발생한 규모가 가장 큰 지진으로 기록되었다. 발진기구해에 따르면 이번 지진은 진원 깊이 10 km로 주향이동단층에서 발생했다. 단층 유형은 저가잉 단층의 파열과 같다.
태국 기상국 발표에 따르면 4월 12일까지 총 468회 이상의 여진이 발생했다. 이 여진 중에는 미얀마에서 발생한 규모 M5~M5.9급 지진이 총 13차례 있다. 태국 매홍손주에서도 규모 M1.4~3.9에 달하는 여진이 21차례 발생했다. 이 여진은 저가잉 단층을 따라 400 km 구간에 걸쳐 분포했지만, 단층 파열의 중앙 부분에서는 드물었다. 이 중 가장 큰 규모의 여진은 본진 12분 후 만달레 국제공항 바로 아래에서 발생한 규모 Mw6.7의 여진이다. 이 여진 또한 주향이동단층형 단층 운동을 보였다.

### 단층 파열
미국 지질조사국이 발표한 유한단층모델 분석에 따르면 지진으로 발생한 단층 파열은 만달레 신구에서 바고도 짜욱따가까지 약 530 km 길이에 폭 20 km만큼 일어났다. 진원을 기준으로 북쪽으로는 85 km 길이로 신구 시가지 바로 남쪽 아래까지 이어졌으며, 남쪽으로는 약 445 km 길이로 짜욱따가 시가지까지 단층이 파열되었다고 조사했다. 단층이 움직인 폭이 1 m가 넘은 큰 파열은 대부분 신구에서 바고도 옥윈 사이에 집중적으로 발생했으며 퓨와 그 남쪽은 대부분 1 m 이하의 폭으로 움직였다. 한편 네피도와 퓨 사이에는 단층이 거의 움직이지 않은 것처럼 보이는 지역이 있는데, USGS는 자료 부족으로 이 부분을 제대로 평가하지 못해 빈 공간으로 보이는 것이라 발표했다. 가장 큰 폭으로 미끄러진 곳은 진원 동남쪽 저가잉에서 아마라뿌라 사이 지역으로 총 4.33 m 미끄러졌다. 전체 단층 파괴는 80초가 조금 넘었으며, 지진 모멘트가 최대로 방출한 때는 지진 시작 후 30초 후에 발생했다. 이 단층 파열은 전단파 속도를 초과하는 속도로 파열이 전파되었다고 추정되며 초전단 지진(슈퍼시어 지진)으로 보인다.
인공위성 데이터 분석 결과 저가잉 까욱마웅에서부터 바고도 뻬네곤까지 이어지는 매우 긴 표면 단층 파열이 관측되었다. 위성 데이터로 확인된 지표면 파열은 총 500 km 길이이다. 대부분의 단층 파열 구간에서 3 m 이상 단층이 이동했으며, 진원 인근에서는 최대 4~5 m에 달했다. 일본 국토지리원의 위성 데이터 분석 결과에 따르면 단층을 따라 최대 6 m의 수평 변위가 발생했다. 이탈리아 국립지구물리학화산학연구소는 북-남 방향으로 이어지는 3개 분절로 구성된 유한단층모델을 발표했다. 연구진은 각 분절이 규모 M7.5의 지진을 일으켰고 총 500 km 길이에 걸쳐 파열되었다고 주장했다. 이 3개 분절의 파열은 총 누적 모멘트 규모 7.8에 해당한다. 이 모델에 따르면 지진은 네피도 북부 중앙 분절을 따라 깊이 1.9 km에서 최대 7.4 m의 미끄러짐을 유발했다. 이 지진은 2002년 데날리 지진, 2009년 스완 제도 지진, 2023년 튀르키예-시리아 지진, 2013년 발루치스탄 지진과 같은 다른 대규모 주향이동단층 지진보다도 긴 파열 범위를 보였다.
2011년 노부오 후루카와와 표 마웅 마웅이 《지구물리학 연구지》(Geophysical Research Letters)에 발표한 논문에 따르면 저가잉 단층에서 총 2개의 지진공백역이 발견되었다. 그 중 하나는 북위 19.2도에서 21.5도 사이 밋지나 단층분절 북부 구간에 해당하는 중부 미얀마에 있다. 연구진은 이 260 km 길이 공백역에 전부 단층파열이 일어난다면 최대 규모 M7.9의 지진이 일어날 수 있다고 결론내렸다. 밋지나와 저가잉 단층분절(북부)는 1839년 잉와 지진 당시 단층파열이 발생했다고 추정된다. 두 단층분절 모두에서 약 285~325 km 길이 구간 단층이 파열되었다고 추정된다. 지진의 진도 분포 연구에 따르면 1839년 지진의 추정 규모는 M7.9이다.
지진학자 주디트 허버드와 카일 브레들리는 이 지진공백역이 1929년 지진(네피도 단층분절)과 1956년 지진(저가잉 단층분절 남부) 파열 구간 사이에 있다고 밝혔다. 연구진은 USGS의 예비 유한단층분석에 따르면 이번 지진이 지진공백역 일부 영역을 파괴했다고 주장했다. 단층 파열 범위는 쀼, 네피도, 밋지나 및 저가잉 단층분절 남부와 같았다. 파열의 남부 확장은 1929년 지진(네피도 단층분절)과 1930년 12월 지진(쀼 단층분절)의 파열 범위와 겹쳤다. 1956년 발생한 규모 M7.1 지진으로 단층이 파열된 구간도 이번 2025년 지진으로 같이 파열된 것으로 추정된다. 연구진은 이번 2025년 3월 지진의 단층 파열 범위는 북으로 연장하면 2012년 지진(저가잉 단층분절 중부)의 파열 단층 바로 남쪽 끝까지 이어진다고 주장했다.

### 진도

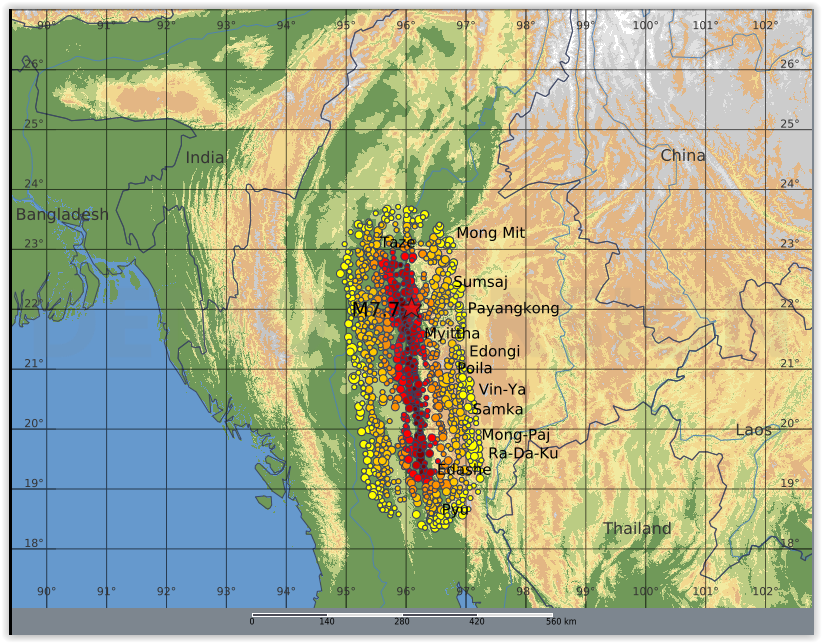
점으로 표시된 정착촌에서 추정된 피해 정도(검은색에서 노란색)를 보여주는 지도.

네피도에 설치된 미국 지질조사국 지진계는 0.6231 g의 최대 지반 가속도와 161.42 cm/s의 지반 속도를 기록했으며, 이 지점의 데이터는 수정 메르칼리 진도 계급 X에 해당했다.
USGS의 PAGER 서비스에 따르면 만달레도, 바고도, 네피도, 저가잉도 지역에서 최소 41만 5천명이 MMI X 진도에 노출된 것으로 추정된다. 또한 580만명은 MMI IX 진도에 노출되었고, 360만명은 머궤도, 샨주, 가인주에서 기록된 최대 진도인 MMI VIII 진도에 노출되었다. MMI VII 진도는 꺼야주, 몬주, 에야워디도, 양곤도에서 기록되었으며, MMI VI 진도는 라카인주, 친주, 까칭주와 중국 루이리에서 기록되었다. 태국 방콕과 치앙마이, 중국 더훙 다이족 징포족 자치주, 인도 임팔, 미얀마 양곤에서는 최대진도 V(보통)를 기록했다. 전반적으로 미얀마 인구의 절대다수가 최소 최대진도 V 이상의 흔들림을 느꼈으며, 미얀마의 행정 구역 15개 주 중 14개 주 미얀마 인구의 70%에 달하는 3,892만명이 진도 VI 이상의 흔들림을 느꼈다. 태국에서는 77개 주 중 63개 주에서 이번 지진의 흔들림을 느꼈다.
중국지진국은 중국 진도 계급 기준 최대 진도 X의 진동이 400 km 파열 구간을 따라 약 11,596 km2 지역에서 나타났다고 추정했다. 최대 진도 지역 주변으로는 진도 IX가 나타났고, 이 지역은 약 30,364 km2 넓이로 퍼져 있었다. 이 지역은 진도 VIII의 진동이 느껴진 64,003 km2의 지역으로 둘러싸여 있었다. 진도 VII과 VI는 각각 16,254 km2와 149,829 km2 지역에 분포했다고 발표했다. 윈난성 농다오진에서는 지진 계측기가 진도 VIII, 지반 가속도 76.8 cm/s2, 지반 속도 22.9 cm/s를 기록했다.
방콕에서는 고층 건물이 흔들렸는데, 이는 지진으로 발생한 장주기 지진동이 도시 아래로 전파되었기 때문으로 분석된다. 일부 60층 건물에서는 최대 1.6 m의 흔들림이 발생했으며, 5분간 지속되었다.

## 피해와 영향
| 국가           | 사망자 | 부상자 | 실종자 |
| -------------- | ------ | ------ | ------ |
| 미얀마         | 5,352  | 11,366 | 538    |
| 태국           | 103    | 36     | 0      |
| 중화인민공화국 | 0      | 2      | 0      |
| 베트남         | 1      | 0      | 0      |
| 총 합          | 5,456  | 11,404 | 538    |

### 미얀마

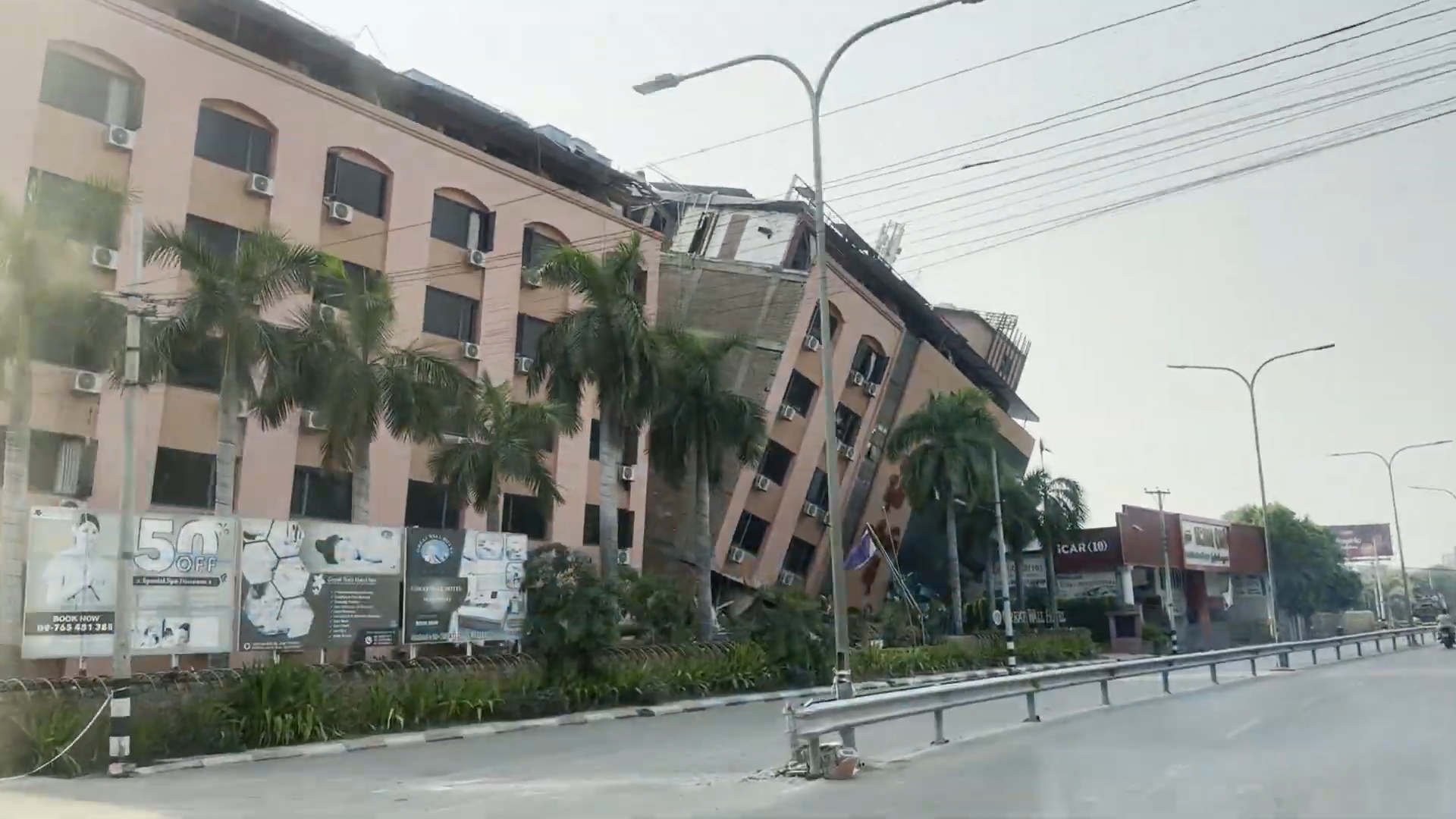
만달레의 그레이트 월 호텔 피해 현장

미얀마의 사상자수는 발표 기관마다 제각각 다르다. 버마 민주의 목소리에서 수집한 자료에 따르면 미얀마 전역에서 4,493명이 사망하고 11,366명이 부상을 입었다. 마지마 뉴스에서는 5,352명이 사망, 7,108명이 부상을 입었으며 538명이 실종되었다고 발표했다. 미얀마 군사정권인 국가통치평의회는 3,770명이 사망하고 106명이 실종되었으며 5,106명이 부상을 입었다고 밝혔다. 많은 버마 출처에서 검열과 투명성 부족으로 인해 실제 사망자 수는 훨씬 더 많을 것으로 추정된다. 사망자는 만달레, 네피도, 저가잉, 샨, 바고, 머궤, 가인 등의 행정 구역에서 발생했다. 유엔난민기구는 미얀마의 330개 구 중 57개 구역에서 1,700만 명 이상의 버마인이 피해를 입은 것으로 추정했다. 4월 10일 기준, 구조대원은 수천 구의 미확인 시신이 여전히 붕괴된 건물 잔해 아래에 갇혀 있을 가능성이 있으며, 이는 잠재적인 콜레라 및 뎅기 발병에 대한 우려를 높였다고 밝혔다.
미얀마 전역의 전화 및 인터넷 인프라가 끊겼다. 이 때문에 시골 지역의 사상자 추산도 부정확한 상태이다. 전국적으로 12만 채 이상의 주택이 피해를 입었으며, 그 중 48,834채는 붕괴되었고, 1,000채 이상의 정부 건물도 피해를 입었다. 전미얀마 이슬람 종교기구는 금요일 이슬람 예배인 주무아 중 지진이 일어나 모스크 최소 50곳이 붕괴되어 최소 250명이 사망했다고 밝혔다. 스프링 혁명 미얀마 무슬림 네트워크는 만달레와 저가잉에서 최소 60개 이상의 피해 모스크에서 700명의 무슬림 신도가 사망한 것으로 추정했다. 군부는 사망한 무슬림의 수를 500명으로 추정했고, 버마 민주의 목소리는 만달레에서만 1,000명 등 전국적으로 수천 명의 무슬림이 사망했을 수 있다고 추정했다. 군부는 65,096채의 주택과 건물, 2,514개의 학교, 4,317개의 불교 사원 주택, 6,027개의 불탑과 사찰, 350개의 병원과 진료소, 170개의 다리, 586개의 댐, 그리고 주요 고속도로인 양곤-만달레 고속도로의 203개 구간이 손상되거나 파괴되었다고 밝혔다.
2025년 5월 세계은행 보고서에 따르면 미얀마 지진으로 인한 구조물 피해는 약 110억 미국 달러로 추산되며, 이는 미얀마 국내총생산의 14%에 해당한다. 만달레에서 54억 7천만 달러, 저가잉에서 22억 6천만 달러, 바고에서 12억 7천만 달러, 네피도에서 10억 4천만 달러, 머궤에서 4억 1백만 달러, 샨에서 2억 4천 1백만 달러, 에야워디도에서 1억 2천 1백만 달러, 양곤에서 8천 6백만 달러, 가인에서 3천만 달러, 몬에서 2천 5백만 달러, 꺼야주에서 1천 7백만 달러의 손실이 추정되었다.

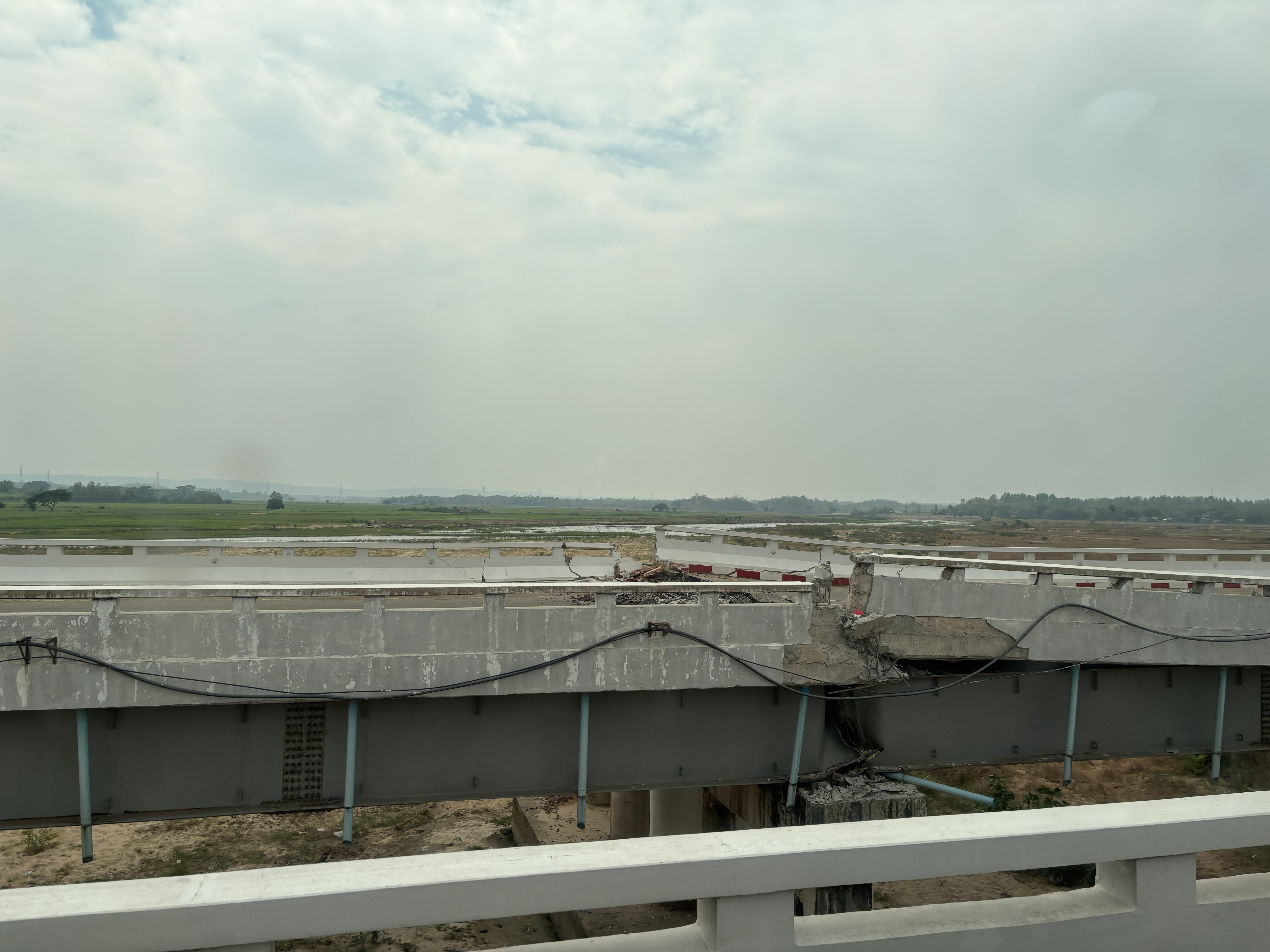
양곤-만달레 고속도로의 다리 일부가 지진으로 파괴된 모습

만달레도에서는 따다우, 마따라, 메이틸라, 뻐붸이, 야미틴, 타지, 원드비, 짜우크세, 신구, 신가잉 구역에서 3,325명이 사망하고 2,642명이 부상을 입었다. 국민통합정부의 한 부처는 이 지역에서 17,637채의 가옥이 피해를 입었다고 추정했다. 만달레 시내에서는 최소 1,870명이 사망했으며, 시내 건물 절반 이상이 심각한 손상을 입거나 붕괴되었다. 만달레이 국제공항은 지진으로 천장이 무너지고 지하실이 일부 손상되었다. 만달레 대학교 캠퍼스는 건물이 붕괴되거나 화재가 발생하여 많은 사람이 잔해 내부에 갇혔다. 잉와 인근 밋지나강을 건너는 양곤-만달레 고속도로의 독따와디 다리도 지지하던 철탑이 무너져 붕괴되었다. 지진 당시 다리 위에 있던 몇몇 차량이 강으로 빠졌다고 전해지지만 사상자는 확인되지 않았다. 잉와 내에서는 옛 왕도의 역사적 건축물 75%가 불탑과 사찰을 포함하여 피해를 입었다. 지진으로 인해 왕실 의식에 사용되던 수상 궁전이 발견되기도 했다. 미얀마 종교문화부는 이 구조물을 발굴하고 보존할 계획이다.
만달레 내에 있는 40개 모스크 전체가 피해를 입었으며 이 중 10채가 붕괴되어 400명 이상이 사망했다. 피해를 입은 모스크 중에서는 100년이 넘은 곳도 있었는데 이런 모스크는 1962년 이래 수리가 되지 않았다. 시가지의 여러 수도원도 무너지며 여러 승려가 사망하거나 부상을 입었다. 우흘라테인 사원에서는 승려 600여명이 시험을 치르던 도중 지진이 일어나 사원이 붕괴되어 잔해에 갇혔고 이 중 80명의 사망이 확인되었다. 아마라뿌라에서도 250명의 사망자가 발생했는데, 그 중 150명은 붕괴된 모스크에서 발생했다. 아웅몌따잔구에 있는 12층짜리 콘도미니엄인 스카이 빌라 건물도 누진붕괴되어 100명 이상이 사망했으며, 중국 구조대원은 200명이 갇혀 있다고 밝혔다. 만달레 도로는 밤에 "완전히 어둠 속"에 잠겼고, 주민은 전력이나 물과 같은 시설을 이용할 수 없었다. 일부 주민은 여진을 두려워해 실내에 머물기보다 거의 40 °C에 달하는 더위를 피하기 위해 나무 그늘 아래에서 피난처를 찾았다고 한다. 붕괴된 마소잉 수도원에서는 최소 30명의 승려가 사망하고 50명이 부상당했다. 만달레 중앙 교도소에서는 건물 붕괴로 민간인 12명과 군인 12명이 사망했다.
머하아웅몌구에서는 2층짜리 찻집이 붕괴되어 잔해에 70명이 갇혔다. 또한 피지더궁구에서 3층짜리 자동차 부품 매장이 붕괴되어 직원 10명 이상이 갇혔고, 같은 구에서 건설 중이던 건물이 붕괴되어 8명이 사망하고 여러 명이 잔해에 갇혔다. 머하아웅몌구의 세인빤 마을에서는 대규모 화재가 일어나 거의 모든 건물이 불에 타 땅으로 무너졌다. 나중 평가에 따르면 800채 이상의 주택이 불에 탔고 3,000명의 주민이 피해를 입었다. 뻐붸이구에서는 400명 이상이 사망하고 1,000명 이상이 부상을 입었으며 구내 대부분의 건물이 붕괴되었다. 구내 5층짜리 칸버자 은행 건물이 붕괴되면서 안에 있던 40명이 사망했다. 머하아웅본잔 수도원도 완전히 붕괴되었다. 만달레 왕궁과 마하무니 불상도 심각한 구조적 피해를 입었다. 한 댐도 붕괴되어 홍수가 발생했고 양곤-만달레 고속도로 일부 구간이 파괴되었다. 야미틴구에서는 216명의 사망자와 다수의 실종자가 보고되었다. 이 구역에서는 100년 된 학교가 무너져 10명 이상의 어린이가 사망했다.
메이틸라에서는 주택과 여러 종교 건물이 붕괴되었다. 도시 내에서 최소 44명이 사망하고 166명이 부상을 입었다. 보너외 마을에서는 수색 및 구조팀이 최소 100명 이상의 사망자를 발견했다. 원드비구에서는 65명이 사망했고 신구구에서는 광산이 붕괴되어 30명이 사망했다. 마따야구에서도 여러 주택과 불탑이 붕괴되었다. 짜우크세에서는 최소 129명이 사망했는데, 그 중 40명의 학생과 9명의 교사가 학교 붕괴로 사망했다. 따다우 구역에서는 최소 209명이 사망했고, 파테인찌 구역의 3개 마을에서는 50명이 사망했다.
저가잉 시내에서는 1,000명으로 추정되는 사망자가 보고되었으며, 시내 건물 90%가 붕괴되었다. 시내 3개 붕괴된 모스크에서 40명에서 50명의 무슬림 신도가 사망했다. 잉와교의 대부분과 시내 소방서도 무너져 구호 활동이 어려우며 많은 사람이 안에 갇혔다. 저가잉 내에 있는 5개 모스크 중 4개 모스크가 이번 지진으로 붕괴되었다. 민 스트리트 모스크에서는 붕괴된 잔해 속에 100여명이 갇혀 있다고 추정된다. 도시 내 여러 불교 사원과 수녀원도 피해를 입어 수백명이 사망했으며 4개 불교학교에서 승려 900명 이상이 갇혀 있다고 추정된다. 인민방위군이 장악한 저가잉도 남서부 차웅우구 지역에서는 사원 사적이 지진으로 큰 피해를 입었다. 민군에서는 군용 벙커가 무너져 20명이 사망했고 인근의 신푸멧 석탑도 크게 파손되었다. 스웨보, 웨틀렛, 인마빈, 카니, 팔레 구역에서도 많은 사망자가 보고되었는데, 스웨보에서는 4명이 사망했다.

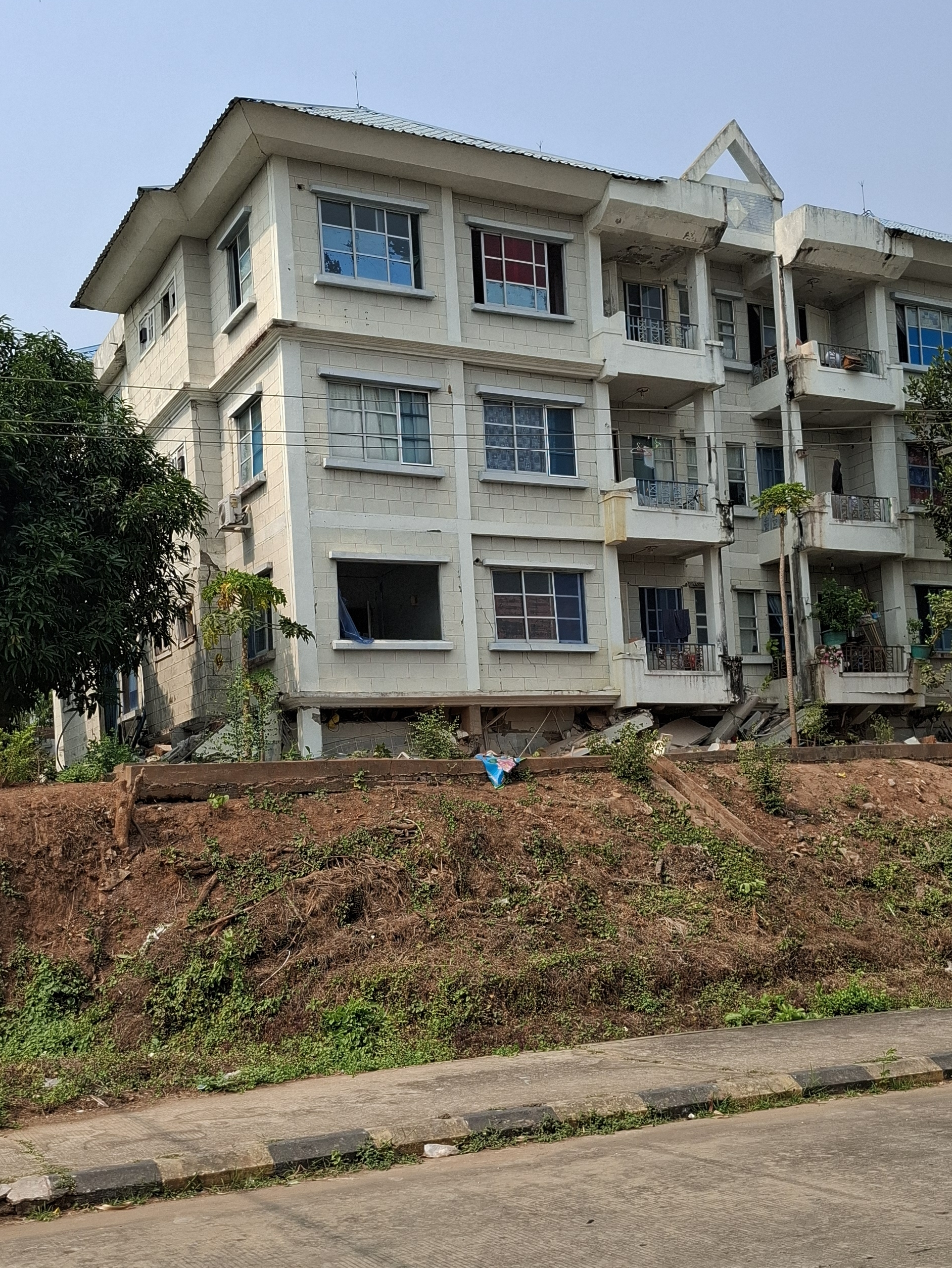
일부 붕괴된 네피도의 한 건물 모습

네피도 연방주에서는 665명의 사망자가 공식적으로 확인되었지만, 수천 명이 더 사망했을 것으로 추정된다. 잠부티리구에서는 204명의 사망자가 보고되었는데 사망자 다수는 여러 단지의 아파트가 붕괴되어 사망한 공무원이다. 주택 단지 상당수는 1층이 무너지면서 거주자 상당수가 사망했다. 또한 구조, 정보, 내무부, 노동부, 외무부, 국방부, 농업축산관개부 건물도 매우 큰 피해를 입었으며 폐허에서 시신 20구가 발견되었다. 네피도에서는 수많은 군사 건물이 붕괴되어 군인 최소 100명이 사망했다. 핀마나에서는 무너진 여러 건물과 사원 아래에서 시신 86구가 발견되었다. 네피도 국제공항의 관제탑이 붕괴되어 6명이 사망했으며, 내부에 생존자는 없다고 전해진다. 도로 포장이 부서지거나 휘어지는 경우도 있었다. 여러 주택과 종교 신사도 피해를 입었다. 네피도에 있는 1,000개 병상 병원 관계자는 부상자 수백명이 안으로 들이닥친 상태라며 이 중 최소 20명이 사망했다고 말했다. 병원 응급실 지붕도 지진으로 무너졌다. 또한 지진으로 따머도 본부 건물, 미얀마 연방의회 건물 및 관용 주택도 큰 피해를 입었으며 여러 정부청사 건물 붕괴로 미얀마 노동부 사무차관과 여러 고위 외교 인사가 사망했다. 국방박물관과 미얀마 국립박물관 건물도 피해를 입었다.
샨주에서는 167명이 사망했는데, 그 중 냐웅쉐구에서 135명이 사망했다. 인레호 기슭에 있는 19개 마을에서 사망자가 집중되었으며 주택 2,790채가 피해를 입었다. 1천 가구 넘게 사는 카일라 마을에서는 주택 최소 75%가 파괴되었고 주민 42명이 사망했다. 자랏찌 마을과 쉐와기 마을도 큰 피해가 발생했다. 한 지역 자선 단체는 많은 사람이 주택 붕괴나 감전으로 사망했다고 밝혔다. 병원에 시신 51구가 이송되었지만 일부는 물 속에 갇혀 있어 수습하지 못했다. 아웅빤에서는 6층짜리 호텔이 붕괴되어 11명이 사망하고 25명이 구조되었는데 일가족 6명이 한꺼번에 사망하는 사고가 발생했다.
떠웅우, 퓨, 짜욱찌, 짜욱따가, 옥윈, 예다쉐, 탕따빈 구역에서는 사망자 119명, 부상자 50명이 발생했다. 떠웅우구의 바고에서는 광산 붕괴로 광부 40명이 사망했다. 또한 구내 학교가 붕괴되어 어린이 5명이 사망했고 모스크 붕괴로 14명이 사망했다. 실향민 대피소 역할을 하던 다른 학교도 붕괴되어 잔해 속에 20명 이상이 갇혔다. 삐에구에서는 161명 이상이 사망했다. 퓨에서는 17명이 사망했는데, 이 중에는 집 벽이 붕괴되어 가족 4명이 사망한 사례도 있었다. 한 지역 주민은 오웃뜨윈구 이와마팟 마을에서 1명이 사망하고 10명이 부상을 입었으며 주택 50채 이상이 붕괴되었다고 말했다. 빠쿡구, 머궤도에서도 1명이 사망했다.
카렌 민족연합이 장악한 짜욱찌구와 스웨친구에서는 사망자 2명과 여러 건물 피해 보고가 나왔다. 양곤에서는 일부 건물이 기울어지거나 전화선이 끊어지는 등 경미한 피해가 발생했다. 양곤 시의 피해는 8,600만 달러로 추정된다. 또한 정전이 발생해 양곤의 전기 공급이 하루 4시간으로 제한되었다. 라카인주에서도 문화 유적지 피해가 보고되었다.
미얀마 지진으로 미얀마 내에 있던 여러 외국인도 사망, 부상 혹은 실종되었다. 중국 대사관은 자국민 중 최소 6명이 사망, 13명이 부상을 입었다고 발표했다. 만달레를 여행하던 프랑스인 부부도 지진으로 떨어진 파편에 맞아 사망했다. 대만 국적자 1명은 만달레의 그레이트 월 호텔 붕괴로 사망했다. 남아프리카 공화국 관계자도 자국민 1명이 사망했다고 보고했다. 필리핀 국적자 2명도 사망했고, 2명은 실종되었는데, 모두 만달레의 스카이 빌라 콘도미니엄에 갇혔던 사람이다. 만달레에 거주하던 일본인 1명도 사망했으며, 일본 대사관은 그가 붕괴된 집에 갇혀 있었다고 추정한다.

### 태국

방콕의 국가감사원 건물 공사현장이 붕괴된 직후를 촬영한 대시캠 사진

태국에서는 103명의 사망자 모두 방콕 지역에서 발생했다. 사망자 대부분은 짜뚜짝에서 보고되었으며, 시내 다른 지역에서 7명의 사망자가 발생했다. 지진은 태국 77개 주 중 63개 주에서 느껴졌으며, 북부와 방콕 주변을 중심으로 18개 주에서 피해가 보고되었다.

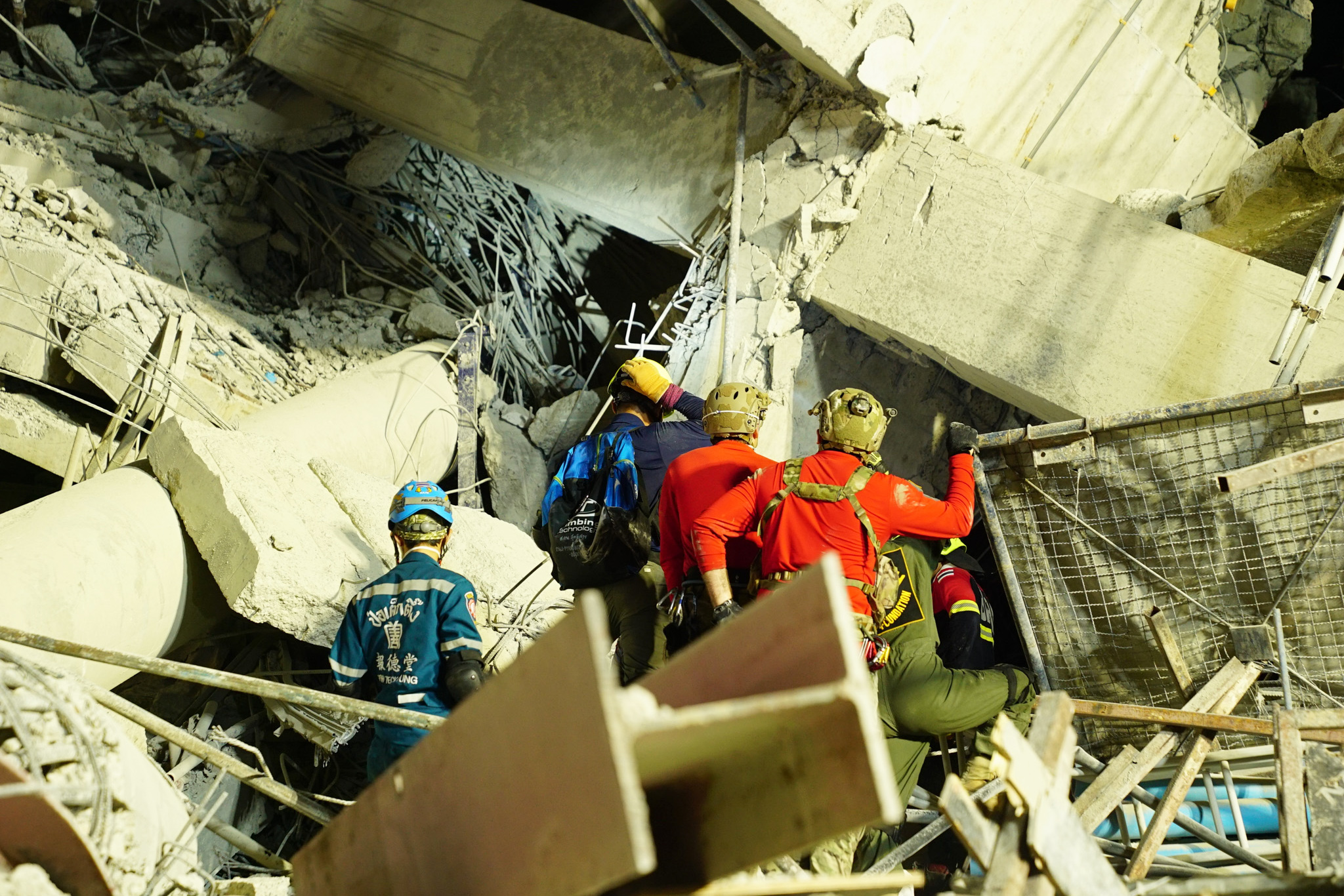
붕괴된 국가감사원 건물 현장에서의 구조 활동

공사 중이던 고층 건물이 붕괴되면서 7명의 미수습 희생자를 포함해 96명이 사망했다. 붕괴된 건물은 태국 국가감사원을 위해 짜뚜짝에 건설 중이던 33층짜리 사무실 건물이었다. 초기 보고에 따르면 68명이 병원에서 치료를 받았다. 사망자 중 10명은 미얀마 이주 노동자였고 1명은 캄보디아 국적자였다.
방포 지역 건설 현장에서 크레인이 붕괴되어 크레인 운전자가 사망하고 노동자 4명이 부상을 입었으며, 칸나야오에서는 건설노동자 1명이 떨어지는 콘크리트 슬래브에 깔렸으며, 고층 건물에서 대피하던 도중 5명이 사망하고 2명이 병원으로 이송되었다. 엘리베이터 고장으로 3명이 부상을 입었으며, 딘댕에서도 크레인 붕괴로 4명이 부상을 입고 찰름마하나콘 고속도로의 딘댕 톨게이트가 손상을 입어 폐쇄되었다. 방콕에서는 최소 35명이 부상을 입었고, 논타부리주에서는 1명이 부상을 입었다.
논타부리와 사뭇쁘라깐주에서는 심장마비로 추정되는 2명의 갑작스러운 사망도 보도되었으나 지진과 명확한 관련성이 있는지는 공식적으로 확인되지 않았다.

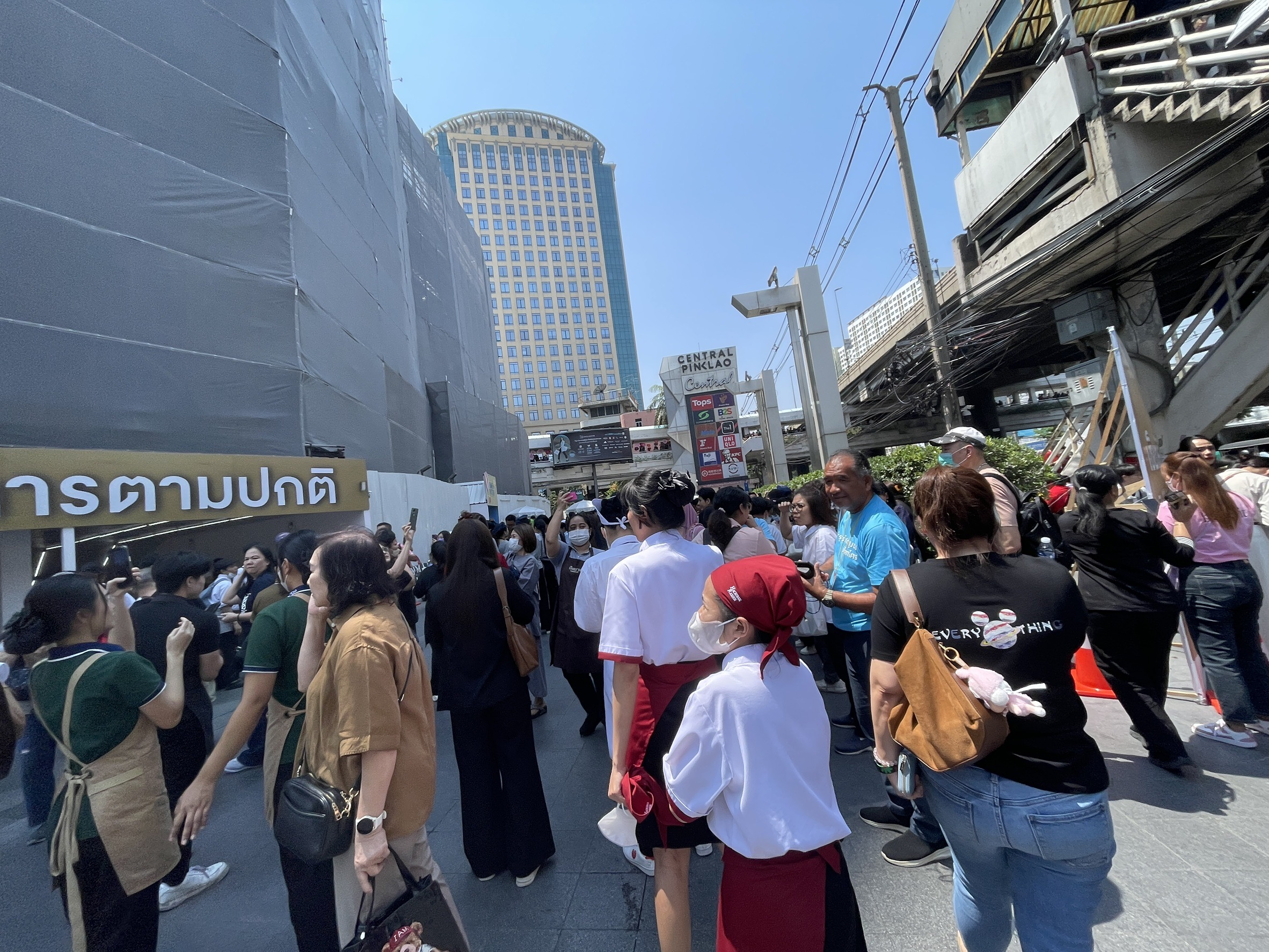
태국 방콕노이에 있는 센트럴 백화점 앞에 대피한 사람

패통탄 친나왓 부총리는 이번 지진은 방콕에서 지난 100년간 전례 없는 강한 흔들림이었다고 말했다. 특히 고층 건물에서 매우 큰 흔들림이 발생해 거주자에게 공황을 일으켰고 많은 사람이 황급히 거리로 대피했다. 대부분의 건물에서 대피했고 공공장소는 폐쇄되었다. 방콕의 철도 전 노선이 운행 중단되었고 일부 도로는 폐쇄되었다. 도로 교통이 완전히 멈추면서 저녁까지 심각한 혼잡이 일어났다. 이후 다른 모든 교통은 재운행을 시작했지만 방콕 MRT 핑크 라인은 민부리 지역의 전력선 손상 문제로 운행 중단 상태이다.
지진으로 고층 건물에서 눈에 띄는 피해가 발생했다. 3개의 고급 아파트 타워를 연결하는 구름다리가 지진으로 끊어져 파편이 아래로 떨어지고 건물 옥상 수영장 등에서 물이 쏟아지는 피해가 발생했다. 대피한 주민이 방치한 스토브에서 불이 나는 화재 사고 1건도 보고되었다. 찻차트 싯티판 방콕도지사는 방콕 광역권 행정부 보고체계를 통해 건물 피해 14,430건 이상의 보고를 받았으며, 도시 전역의 건물 700곳 이상에 대해 구조 검사를 실시하겠다고 밝혔다. 또한 방콕 전역의 건물 11,000채 각각의 소유주에게 건물 안전검사를 진행하라고 촉구했다. 태국 내무부는 이번 지진으로 정부 건물 3,375채가 영향을 받았으며, 이 중 221채가 중간 정도의 피해를 입었고 34채는 매우 심각한 피해를 입었다고 밝혔다. 방콕 광역권 행정부는 방콕 내 학교 70곳이 경미한 피해를 입었다고 밝혔다.
태국 보건부는 태국 전역에서 17개 주 63개 병원이 지진의 영향을 받았으며 환자가 일부 대피했다고 밝혔다. 대부분 병원은 벽에 균열이 일어나는 피해를 입었다. 랏위티 병원에서는 본관 건물에 여러 균열이 발생해 구조물 안전검사를 진행하는 동안 25층 건물 밖으로 환자를 전부 이송해 스포츠홀에 수용했다. 나중에 환자 162명을 다른 병원으로 이송했다.
치앙마이에서는 여러 콘도에 균열이 발생했다. 태국 전역에서 치앙마이주, 치앙라이주, 파야오주, 람푼주, 람빵주, 매홍손주, 프래주, 난주, 펫차분주, 핏사눌록주, 수코타이주, 앙통주, 아유타야주, 빠툼타니주, 논타부리, 사뭇쁘라깐, 사뭇사콘주, 차이낫주에서 주택 591채, 사원 55채, 병원 86채, 건물 9채, 학교 52채, 정부 청사 25채가 피해를 입었다. 람빵, 난, 치앙마이주에서는 종교 및 문화 유적 피해가 발생했다. 덴차이-치앙라이-치앙콩 철도의 고가 부분에 해당하는 10톤짜리 콘크리트 빔 20개도 치앙라이 지역에서 쓰러져 부상자는 없었으나 차량 6대가 파손되었다. 매홍손주의 쿤유암군 마을 반매수린에서는 싱크홀 6곳이 발견되었다.

### 중국

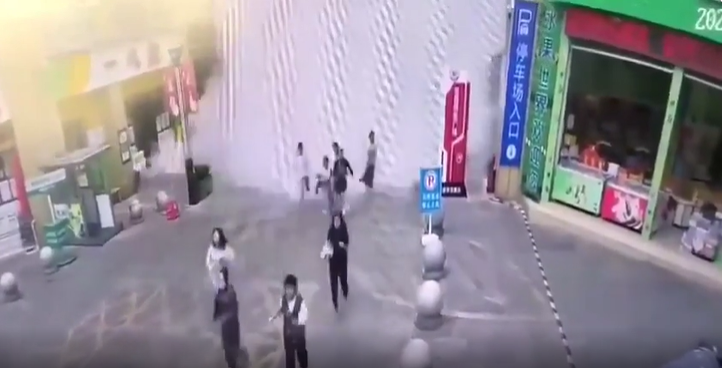
중국 윈난성에서 옥상 인피니티풀 붕괴로 쏟아진 물에 행인이 휩쓸리는 모습

중국 윈난성에서는 성 전역에서 지진의 흔들림이 강하게 느껴졌다. 미얀마와의 국경 도시인 루이리시에서 2명이 부상을 입었고 9명이 엘리베이터에 갇혔다가 구조되었다. 루이리시 내에서 주택 847채가 피해를 입었으며 2,840명이 지진 흔들림 피해를 입었다.
윈난성 외에도 구이저우성, 광시 좡족 자치구, 쓰촨성을 포함한 중국 다른 지방에서도 지진의 흔들림이 느껴졌다.

### 기타 국가
베트남 하노이와 호찌민시에서도 지진의 흔들림이 느껴졌고, 베트남 호찌민시에서는 아파트 400채에 피해가 발생했으며, 8군에서는 대피 중 1명이 지진 충격으로 사망했다. 라오스 비엔티안에서도 심한 흔들림으로 사람들이 건물에서 대피했다.
인도에서는 델리 수도권에서 큰 흔들림이 느껴져 사람들이 건물에서 탈출했다. 트리푸라주, 미조람주, 메갈라야주를 포함한 인도 동북부 주에서도 지진의 흔들림이 느껴졌다. 콜카타와 임팔에서도 지진의 흔들림이 느껴졌다. 바시르하트에서는 강이나 연못의 수면이 크게 흔들리는 현상이 관측되었다. 벵골어 신문사인 《아즈칼》에서는 바시르하트 지역에서 최대 30분 넘는 긴 흔들림이 느껴졌으며 연못과 강이 흔들림을 따라 크게 흔들렸다고 보도했다. 구와하티를 비롯한 아삼주 일부 지역도 큰 흔들림을 느꼈다.
다카, 실렛, 라지샤히, 치타공을 비롯한 방글라데시 전역에서도 지진의 흔들림이 느껴져 사람들이 당황하며 건물에서 급하게 대피했다.
그 외 지진의 진동은 멀리 캄보디아와 말레이시아 북부의 페낭주, 크다주, 클란탄주에서도 느껴졌다.

### 손실 추정
미국 지질조사국의 PAGER 서비스에 따르면 미얀마의 추정 재산 손실액은 미화 100억 달러~1,000억 달러 사이일 확률이 35%, 미화 1,000억 달러를 넘을 확률이 40%로 추정했는데 이는 미얀마의 총 GDP인 642억 달러를 초과하는 수치이다. 또한 같은 서비스에 따르면 총 사망자수가 1만명에서 10만명 사이일 확률이 34%, 10만명이 넘을 확률은 44%로 추정했다. 태국 호텔 협회는 지진 후 2주간 외국인 관광객이 총 10~15% 감소한다고 추정했으며 지진 이후 외국인 관광객 10%가 곧바로 체크아웃 했다고 발표했다. 태국 관광부 장관 소라웡 티엔통은 지진 발생 후 이틀간 호텔 예약 1천건 이상이 취소되었으며 방콕에서 파타야와 같은 태국 내 다른 지역으로 선호가 바뀌었다고 말했다.

## 미얀마 내전 영향
지진 당시 다누 인민해방군 진지를 폭격하기 위해 이동 중이던 제트 전투기는 냐웅조구를 현지 시각 기준 오후 12시 55분에 폭격하여 첫 지진 발생 후 마을에 추가 피해를 입혔으며 군인 7명이 사망했다. 3월 28일부터 4월 5일까지 군부의 공습으로 최소 68명의 민간인과 반군이 사망했다. 몽위아의 공군 기지는 저항군이 점령한 차웅우구에 대해 계속 작전을 펼쳤으며, 지진 발생 당일 오후 7시(MMT)에는 공수 공격을 감행했다. 다음 날, 군부는 카렌, 북부 샨, 바고, 저가잉 지역의 저항군 점령지에 대한 공습을 재개했다. 인민방위군은 3월 30일부터 2주간 부분적인 정전을 지킬 것이라고 밝혔다. 그럼에도 군부는 저가잉도 빠욱구에 폭격을 감행했다. 3월 31일 만달레 신구구에 대한 공습으로 여러 주민이 부상을 입고 가옥이 불에 탔다. 군부는 또한 라카인주에 대한 폭격 작전을 계속했으며, 3월 28일 아라칸군이 점령한 폰나균 병원 일부를 파괴했으며, 아라칸군은 짜욱퓨구에서 공세를 계속했다.
삼형제 동맹도 4월 1일에 부분 정전을 발표했다. 민 아웅 흘라잉 군부 지도자는 같은 날 저녁 먀와디 TV에서 인민방위군(PDF) 및 군부 반대 민족무장단체(EAO)에 대한 군사 작전을 계속할 것이며, 이들이 미래 공격을 준비하고 있다고 주장했다.
4월 2일 군부 병력이 샨주 냐웅조구에서 중국 구호품을 싣고 가는 트럭 9대에 경고사격을 가했다. 같은 날, 군부는 20일간의 휴전을 발표했지만, 그 이후 수십 건의 공격이 보고되었다. 4월 13일 이후, 군부는 저가잉, 머궤, 바고, 만달레, 카야, 샨, 친, 에야워디, 카친, 카렌, 몬, 라카인 지역에서 최소 72번의 공습을 감행하여 100명 이상을 살해했다. 휴전 위반은 유엔의 비난을 받았으며, 유엔은 또한 군부에게 구금된 아웅산 수 찌의 석방을 요구했다.

## 여파
유엔 인도주의 업무 조정국(OCHA)은 4월 1일 발표에서 미얀마 내 임시 주택, 깨끗한 물, 의약품이 부족하다고 밝혔다. 또한 깨끗한 물 부족으로 인해 유엔은 콜레라 발병 가능성을 경고했다. 세계보건기구는 이 지역의 많은 병원이 수용 능력을 초과하여 운영되고 있다고 밝혔다. 손상된 도로와 다리도 구조 임무를 방해했다. OCHA는 이 팀이 양곤에서 만달레까지 도달하는 데 일반적인 8시간 대신 13시간이 걸렸다고 덧붙였다. 미얀마의 많은 지역에서 최초 대응자는 특수 장비 없이 맨손으로 잔해 속에서 생존자를 끌어내려던 자원봉사 단체였다.
군부는 국제적 지원을 호소했지만, 여러 인권 단체는 지원이 선별적으로 할당되고 있다고 밝혔다. 저가잉과 샨 같은 일부 피해 지역은 지원을 적게 받고 있으며, 대부분의 자원은 만달레와 네피도로 향하고 있다. 일부 단체는 군부가 저항군이 통제하는 지역에 대한 지원을 제한하기 위해 물류 문제를 거짓으로 주장하고 있을 수 있다고 말했다. 국제앰네스티도 비슷한 성명을 발표했다. 유엔 보고관 톰 앤드류스는 군부가 일부 지역으로의 구호품 및 구호 인력 접근을 막고 있다는 많은 보고가 있었다고 말했다.
만달레의 많은 주민은 여진이 계속되자 지진 발생 첫날 밤 길거리에서 잠을 잤다. 제한된 장비와 응급 구조 전문가 부족으로 인해 시내 주민이 자체적으로 구조 활동을 펼쳤다. 3월 29일, 구조대원은 붕괴된 콘도미니엄 중 한 곳에 갇힌 최소 90명을 구출하기 위해 여전히 노력하고 있었다. 적십자사 관계자에 따르면, 잔해 속에서 9구의 시신과 44명의 생존자가 발견되었다. 만달레 종합병원은 수용 능력을 초과하여 수십 명의 부상 환자들이 건물 밖에서 치료를 받았다. 만달레 주민들에 따르면 타나욱, 세인빤, 마하 아웅탄 서부 구역으로 화재가 번졌으며, 특히 후자는 완전히 잿더미가 되었다. 만달레의 도로 폐쇄와 연료 부족은 구조 활동을 계속 방해했다. 3월 31일, 미얀마 소방서는 만달레에서 403명을 구조하고 259구의 시신을 수습했다고 밝혔다. 대부분의 주민들이 아파트를 떠났지만, 밤에는 시내 일부 지역에서 약탈이 발생했다는 보고가 있었다. 만달레 중앙 교도소의 부상자 40여 명은 간청에도 불구하고 주요 병원에서 치료를 받지 못했다.
저가잉에서는 한 주민이 많은 시신이 집단 매장되었지만 공간 부족으로 다른 시신은 화장을 위해 인근 만달레로 보내졌다고 말했다. 그럼에도 불구하고, 압도적인 수의 사망자를 수용할 화장장이 부족하여 지진 발생 며칠 후부터 시신이 부패하기 시작했다. 관리는 시신 봉투, 식량, 의류가 부족했다. 도시의 구조 노력은 미미했는데, 부분적으로는 소방서 붕괴로 인해 비상 인력이 갇히고 만달레에서 안전한 다리 접근이 부족했기 때문이었다. 많은 시신이 여전히 잔해 아래에 묻혀 있었고, 도시의 상당 부분은 버려졌다. 주민은 또한 회수되지 않은 시신 때문에 주거 지역에서 강한 악취가 난다고 보고했다. 저가잉의 무슬림 공동묘지가 군부와 반군 간의 전투로 폐쇄되자, 무슬림 사망자의 유해는 매장을 위해 만달레로 옮겨졌다.
네피도에서는 많은 사람이 붕괴된 건물 아래에 갇혔다. 군부 지도자는 처음에는 수도의 피해 규모를 공개하지 않았지만, 나중에는 그 규모가 "매우 크다"고 말했다. 도시의 영안실은 시신의 수에 압도당했으며, 전력 부족으로 시신이 부패하고 있었다. 부패하는 시신은 시설 밖 도로에서도 발견되었다. 군부 정권의 노동자은 부처 건물의 폐허 옆 잔디밭에서 계속 일했다. 국가 재난 관리 위원회 사무실은 심각한 피해를 입어 노동자는 사회 복지, 구호 및 재정착부에서 회의를 개최했다. 군부 정권이 붕괴된 주택 단지에 팀을 보냈지만, 구조에는 참여하지 않았다. 군부 정권은 4월에 도시 계획을 재조정하고 새로운 사무실 건물은 지진에 강하도록 할 것이라고 발표했다.
지진 발생 거의 일주일 후에도 바고의 떠웅우에서는 구조 노력이 계속되고 있었다. 한 주민은 국제적인 지원이 없어 주민이 자체적으로 구조 노력을 펼쳤으며, 한 사회복지사는 장비가 부족하다고 말했다. 양곤의 통신 서비스는 지진 발생 시부터 22시를 넘어서까지 마비되었다. 전력은 간헐적으로만 공급되었고, 외곽 지역에서는 전혀 공급되지 않았다. 에야워디도 파테인에서는 지진으로 인해 전력 공급이 중단되고 물 펌프에 사용되는 발전기가 며칠 동안 작동하지 않았다. 4월 7일까지 여러 국가의 구조팀은 미얀마에서 구조 활동을 마치고 철수했으며, 몇몇 팀만 네피도에 남아 있었다. 저가잉 시에서는 4월 6일에 구조 작업이 종료되었고, 청소 및 복구 작업이 진행 중이었다.
방콕에서는 태국 증권거래소의 거래가 중단되었다. 재무부는 경제, 재정 인프라 또는 금융 시스템에 큰 손실이 보고되지 않았다고 밝혔다.
태국 항공 교통 관제는 전국 모든 공항에 대해 비행 금지 명령을 내렸으며, 방콕과 태국 북동부 간 열차 서비스도 중단되었다. 방콕 스카이트레인과 "장거리" 노선 서비스는 3월 28일 저녁까지 재개되었다. 방콕 MRT 블루 라인과 방콕 MRT 퍼플 라인은 3월 29일 오전에, 방콕 MRT 옐로 라인은 3월 30일에 운행을 재개했다. 방콕 MRT 핑크 라인은 3월 31일에 부분적으로 재개되었지만, 민부리 역은 전력 레일 이탈로 인해 4월 16일까지 폐쇄되었다. 방콕 전역에 검사관이 배치되어 건물의 안전을 점검했다.
3월 29일, 구조대원은 짜뚜짝의 국가감사원 건물 현장 잔해 속에서 최소 15명의 생존자를 발견했지만 갇혀 있었다고 밝혔다. 갇힌 노동자 중 상당수는 미얀마 이주민으로 추정되었다. 구조대원은 드론, 탐지견, 크레인을 사용하여 작업을 수행했다. 갇힌 사람의 가족도 붕괴 현장을 방문했다.
3월 31일, 규모 Mb4.1의 여진으로 만달레에서 추가 건물 붕괴가 발생했다. 4월 5일까지 양곤, 만달레, 네피도의 대다수 주민에게 정전이 계속 영향을 미쳤다. 4월 13일, 규모 Mw5.3의 여진으로 따꼰구의 댐이 붕괴되었고, 만달레의 한 아파트 건물이 붕괴되었다. 5월 10일 폭우로 인해 만달레의 더 많은 건물이 붕괴되었다. 5월 17일, 밋타 인근에서 발생한 규모 Mw5.2의 여진으로 머하아웅몌구의 임시 천막에 나무가 쓰러져 아버지와 아들이 사망했다.

## 당사국의 대응

### 미얀마
미얀마 군사정권인 국가통치평의회는 지진 발생 후 저가잉도, 만달레도, 바고도, 머궤도, 샨주, 네피도 등 6개 행정구역에 비상사태를 선포했다. 군사정권 지도자인 민 아웅 흘라잉은 네피도의 한 병원을 방문해 부상자 치료 상황을 점검했다. 또한 군부는 지진 피해를 지원하기 위해 국제적인 인도주의적 지원을 요청했다. 저 민 퉁 장군은 만달레, 네피도, 저가잉의 많은 병원에서 수많은 부상자를 받았으며 헌혈자가 필요하다고 말했다. 저가잉시에서는 군부 병력이 보안검사를 실시하고 허가되지 않은 구조 작업을 제재했다. 또한 군 검문소에서 도시와 이슬람 공동묘지 간 길을 막아 시신 매장 시도도 차단했다. 에야워디도와 양곤 지역의 구급대가 수색 및 구조 활동 지원을 위해 네피도로 파견되었다. 만달레 내 기자는 인력 부족으로 구조 작업이 더디다고 보도했다. 붕괴된 수많은 건물이 아직 수색되지 않았으며, 수색한 건물에서도 생존자는 거의 발견되지 않았다.
미얀마 국민통합정부(NUG)는 긴급히 즉각적인 구호 활동 조정을 위해 회의를 열고 국제적 원조를 요청했다. 미화 1백만 달러를 긴급 구조에 할당했으며, PDF 병력을 배치하여 저가잉, 만달레, 머궤 지역의 피해 저항군 통제 지역을 지원했다. 정부는 의료진의 안전을 보장한다면 군부가 통제하는 영토에도 원조를 제공하는 데 도움을 주겠다고 제안했다. 지진 다음날 NUG는 유엔 및 비정부 단체의 인도적 지원을 조정하기 위해 2주간 교전을 중단하겠다고 발표했다. 그럼에도 군부는 반군이 장악한 마을을 향해 공습을 계속해 유엔 미얀마 인권 특별보고관 토마스 앤드류가 이에 대해 강력히 비판했다. 4월 1일 군부 지도자인 민 아웅 흘라잉은 반군에 대한 군사작전을 계속하겠다고 발표했다. 같은 날 삼형제 동맹은 구호 활동을 용이하게 하기 위해 1달간 휴전하겠다고 발표했고 4월 2일에는 군부가 4월 22일까지 휴전을 준수하겠다고 밝혔다. 하지만 다음날 군부는 바로 저가잉도 인더를 공중폭격하고 카친주 바모를 포격하며 4월 2일부로 카친 독립군과 휴전했음에도 공격했다.
2025년 3월 31일 미얀마 군부는 4월 6일까지 국가 애도의 날를 선포했다. 4월 1일에는 지진이 발생했던 시각인 12시 51분 2초(현지시각) 1분간의 묵념이 진행되었다. 군부는 4월에 예정된 띤잔 축제를 노래, 춤, 유흥 없이 지켜야 한다고도 밝혔다. 4월 5일 민 아웅 흘라잉은 지진으로 사망한 사람에게 1천만 짯을 지원한다고 발표했다.
2025년 4월 19일, 민 아웅 흘라잉은 지진 피해로 인해 네피도의 도시 계획을 재조정한다고 발표했으며, 미얀마 외무부와 미얀마 노동부 사무실은 이전 수도인 양곤으로 이전되었다.
일부 지역 구호 단체는 생존자에게 임시 거주 텐트를 배포하는 데 참여했다. 군부는 또한 즉시 배포되어야 할 구호품을 비축했다는 비난을 받았다. ABC 뉴스는 네피도의 창고에 아세안 로고가 붙은 구호 물품 사진과 지진 발생 거의 한 달 후에도 미사용 상태였다는 익명의 주장을 보도했다. 국민통합정부 대표는 아세안의 많은 지원이 군부가 통제하는 최악의 피해 지역에 도달하지 못했다고 의심하며, 아세안에 이 문제에 대한 조사를 촉구했다.

### 태국
패통탄 친나왓 총리는 푸껫주 공식 방문을 조기에 마감하고 방콕으로 돌아왔으며 재난에 관한 긴급 회의를 열었다. 그녀는 나중에 짜뚜짝에 있는 붕괴된 국가감사원 건물 현장을 방문했으며 일주일 이내에 붕괴 원인을 조사할 전문가 위원회를 구성할 것을 명령했다. 그녀는 또한 왕실이 지진으로 부상당한 사람을 후원할 것이라고 발표했다. 태국 노동부는 국가감사원 건물 붕괴로 사망한 사람의 친척에게 최대 2백만 바트의 보상금을 지급하고 부상자의 치료비를 부담할 것이라고 발표했다. 4월 4일 방콕에서 열린 제6차 BIMSTEC 정상회의에서 민 아웅 흘라잉과 회담하는 동안, 패통탄은 미얀마로 향하는 국제 원조를 운송하기 위해 돈므앙 국제공항을 사용하는 것을 제안했다.
찻차트 싯티판 방콕도지사는 시에 레벨 2 재난 지역을 선포했는데, 이는 3월 31일에 해제되었다. 그는 또한 3월 28일 밤에 룸피니, 벤차시리 공원, 벤자키티 공원, 짜뚜짝 공원을 밤새 개방하여 오도가도 못하는 사람을 수용하도록 명령했다. 약 400명이 밤새 도시 공원에 피신했다. 태국 교통부는 추가 공공 버스를 배치했으며, 수완나품 공항의 관리부는 공항을 오가는 택시 부족을 완화하기 위해 임시 셔틀 버스 서비스를 시행했다. 태국 교육부는 전국 학교 휴교령을 내렸다. 태국 보건부가 운영하는 정신 건강 핫라인은 서비스를 확장했으며, 지진 이후 최소 1,598건의 전화를 받았다. 빠툼타니주와 프래주도 비상 재난 지원 구역으로 선포되었다. 태국에서는 지진 경보 SMS 전파 지연에 대한 비판이 제기되었다.
3월 30일, 아누틴 차른비라꿀 내무부 장관은 국가감사원 건물 붕괴에 대한 조사를 일주일 내에 완료할 것이라고 밝혔다. 아누틴은 또한 중국 재난 전문가가 조사에 협조할 것이라고 덧붙였다. 정부 감시단체인 태국 반부패 기구는 잔해 샘플을 수집하고 초기 테스트를 수행한 결과, 표준 이하의 철근이 발견되었다.
2025년 3월 31일, 균열 및 진동 보고로 인해 방콕 전역의 여러 건물이 대피했다. 일부 언론은 처음에 여진 때문이라고 보도했지만, 재난 예방 및 완화국은 3월 31일의 여진이 태국에 영향을 미칠 정도로 약하다고 확인했다. 당국은 나중에 이 공포를 오경보로 일축했으며, 도시 기술자는 보고된 균열이 새로 생긴 것이 아니며 3월 28일부터 나타났다고 밝혔다. 태국 보건부는 "지진 술 취함" 증후군이라고 불리는, 지진 후 균형 장애로 인해 사람이 흔들리거나 움직이는 느낌을 받는 상태에 대해 경고했다.
3월 31일, 태국 상원에서는 지진 희생자를 위한 묵념이 진행되었다.

### 중국
윈난성 당국은 성내 탐색 구조 활동을 위해 구조대원 646명과 탐지견 14마리를 배치했다.

## 해외 인도주의적 노력

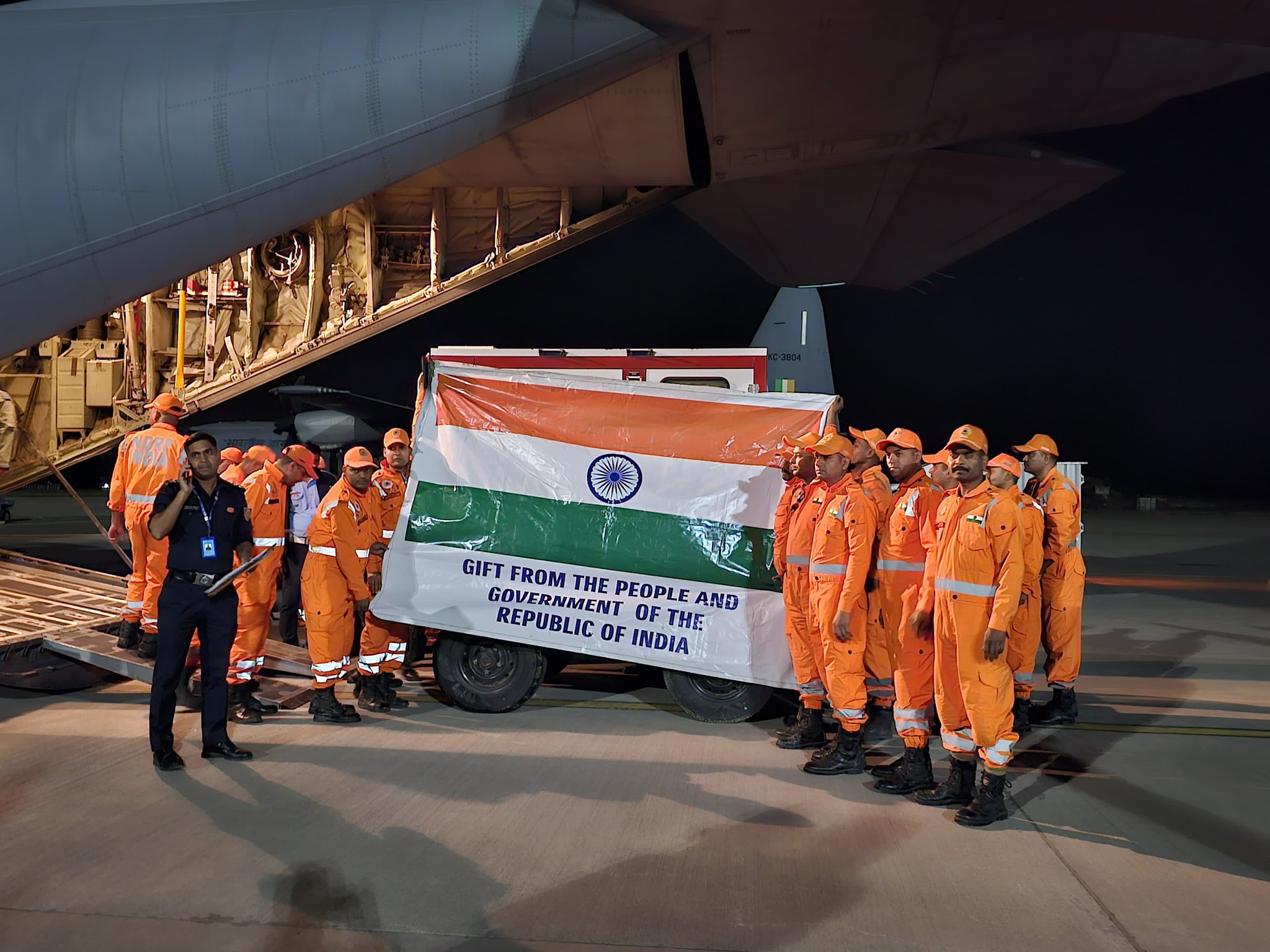
인도 공군이 국가재난대응군 자원봉사자 및 구조 장비를 공수하는 모습

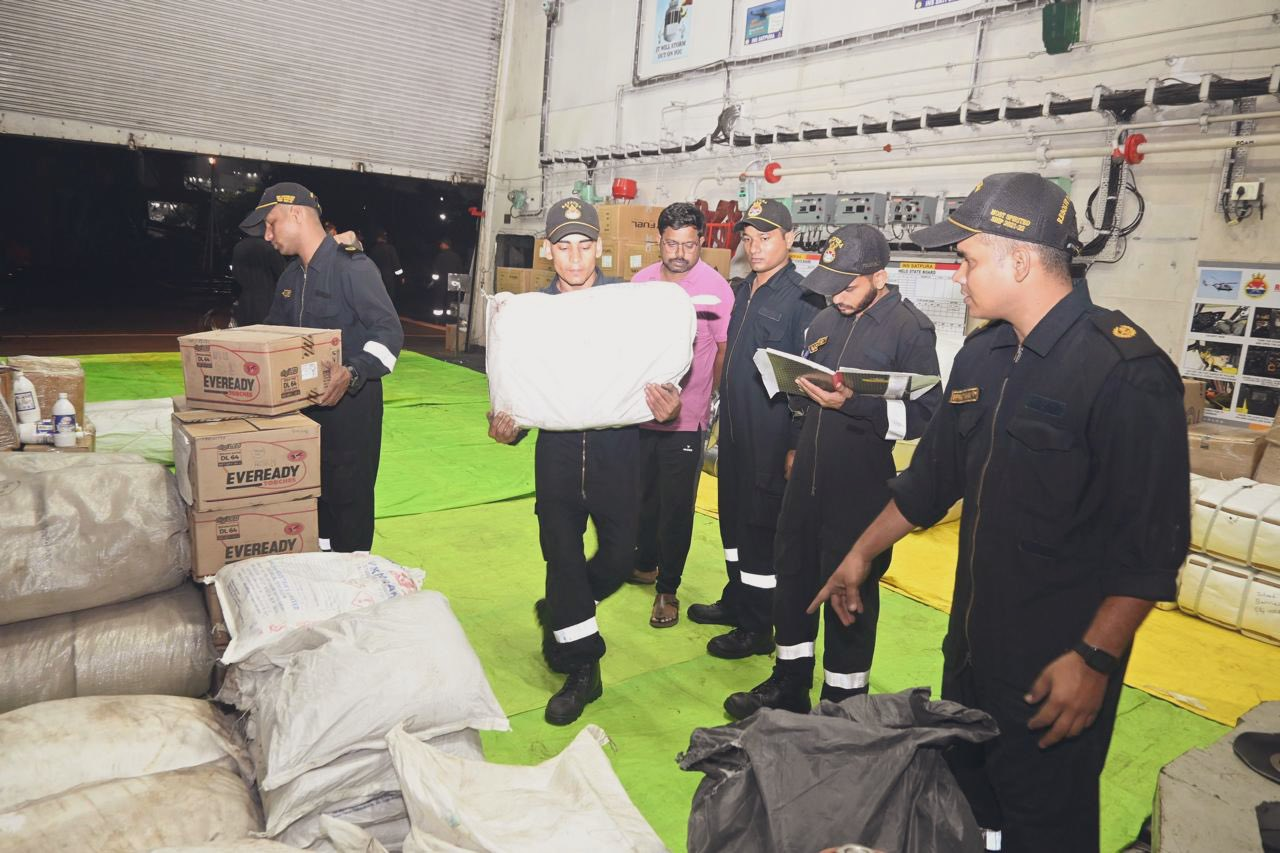
인도 해군이 브라마 작전에 따라 양곤항으로 향하는 INS 사트푸라와 INS 사비트리에 40톤의 인도주의적 지원 물품을 싣고 있는 모습

### 국제 기구
다양한 국가가 인도주의적 지원 형태로 지원을 약속했다. 미얀마는 인도와 AHA 센터로부터 지원을 받았으며, 유엔과 그 중앙긴급구호기금은 각각 미화 9,300만 달러와 500만 달러를 제공했다.
국제우주재난헌장은 3월 28일 협정 세계시 10시 21분에 유엔 인도주의 업무 조정국(OCHA)을 대신하여 유엔 위성 센터(UNOSAT)에서 발동되어 광범위한 인도주의적 인공위성 지원을 제공했다. 국제 적십자사·적신월사 연맹은 3월 30일 지진 피해자를 돕기 위해 1억 달러 이상의 긴급 구호 기금을 모금했다. 세계보건기구는 이동식 의료 텐트, 수술 키트 및 의약품을 포함한 60톤의 필수 의료 용품을 파견한다고 발표했다.
유럽 연합(EU)은 미얀마에 총 250만 유로의 초기 긴급 지원을 제공했으며, 덴마크 코펜하겐에서 출발한 첫 비행편으로 유엔 아동 기금(유니세프)에 텐트, 보건, 물, 아동 보호 키트 및 위생 키트를 포함한 80톤의 긴급 구호 물품을 운송하는 인도주의적 공수 작전을 개시했으며, 이 물품은 EU 파트너가 배포했다. 아세안 재난 관리 인도적 지원 조정 센터(AHA 센터)는 아세안 회원국이 수색 및 구조 작전, 평가 전문가가 포함된 구호팀 파견, 식량 및 의료 용품과 같은 인도주의적 지원, 재정 지원, 물류 및 장비로 개별적으로 대응하도록 하면서 피해 지역의 신속한 필요 평가를 수행하기 위해 아세안 긴급 대응 및 평가팀(ASEAN-ERAT)을 파견했다.

### 국가 차원의 지원
| 국가/지역      | 현금 가치      | 인도주의적 지원 및 물품 |
| -------------- | -------------- | --- |
| 오스트레일리아 | A$2 백만       | 국제 적십자 위원회(ICRC)를 통한 금전 기부. 오스트레일리아 지원국은 신속 대응팀을 활성화하고 추가로 350만 호주 달러를 NGO 및 현지 파트너에게 식량, 물, 위생, 응급 보건 및 교육 목적으로 할당했다. 또 다른 50만 호주 달러는 응급 행동 동맹(Emergency Action Alliance)에, 3백만 호주 달러는 아세안 재난 관리 인도적 지원 조정 센터에 긴급 구호 물품으로 할당되었다. |
| 방글라데시     |                | 무함마드 유누스 총리 고문은 방글라데시군에게 미얀마에 의약품, 텐트, 비상 식량, 의료 서비스 등 구호 물품과 함께 구조 및 의료팀을 파견하도록 명령했다. 이 물품과 의약품은 방글라데시 육군과 방글라데시 공군 항공기 3대를 이용해 두 단계로 전달되었다. |
| 벨라루스       |                | 텐트, 담요, 식량 등 20톤의 물품. |
| 브루나이       |                | 3월 31일 아세안-ERAT 팀원 3명을 미얀마에 파견했다. |
| 캄보디아       | US$100,000     | |
| 캐나다         | CA$9.75 백만   | 응급 의료 서비스 및 텐트, 식량, 기타 필수품 공급을 위한 기금. 여러 기관에 할당: 캐나다 적십자사에 400만 캐나다 달러를 지원하여 국제 적십자사·적신월사 연맹(IFRC)을 지원하고, 세계 식량 계획에 200만 캐나다 달러, 유엔 인도주의 업무 조정국(OCHA)에 200만 캐나다 달러를 지원하여 미얀마 인도주의 기금을 지원하며, 캐나다 인도주의 지원 기금(Canadian Humanitarian Assistance Fund)을 통해 인도주의 연합(Humanitarian Coalition) 및 그 회원에게 최대 175만 캐나다 달러를 지원했다. |
| 중화인민공화국 | US$150.77 백만 | 텐트, 담요, 의료 키트, 생존 용품 등 초기 1,377만 미국 달러 지원. 윈난성 탐색 구조팀 37명이 양곤에 도착했다. 팀은 100개 이상의 구조 장비와 함께 구조 임무에 참여하기 위해 네피도로 이동했다. 3월 30일, 중국은 텐트 및 의료 물품을 실은 트럭 17대를 만달레로 보냈다. 4월 10일 베이징은 식량, 의약품, 조립식 주택, 의료비, 전염병 예방 및 위험 평가 그룹에 추가로 1억 3,700만 미국 달러를 지원하겠다고 약속했다. |
| 핀란드         | €1 백만        | IFRC에 기부하여 국내 실향민, 특히 여성, 소녀 및 장애인을 지원했다. |
| 프랑스         |                | 프랑스는 미얀마에 지원을 제공하기 위해 국제 파트너와 협력하고 있다. |
| 독일           |                | 독일은 미얀마에 지원을 제공하기 위해 국제 파트너와 협력하고 있다. |
| 홍콩           |                | 탐색 구조 인력 51명과 탐지견 2마리로 구성된 팀을 파견했다. 팀은 또한 생명 탐지 장치와 자동 위성 추적 안테나 시스템 등 9톤의 중요 물품을 운반했다. |
| 인도           |                | 브라마 작전: 인도 공군은 필수 임시 거주 및 의료 용품이 포함된 15톤의 구호 물품을 미얀마로 운반했다. 인도는 또한 만달레에 200명 수용 규모의 야전 병원을 설립했다. 의료진은 첫날 100명 이상의 환자를 치료하고 2건의 위급 수술을 수행했다. |
| 인도네시아     |                | 의료 지원, 임시 거주지 건설 및 실종자 수색을 돕기 위해 12톤의 인도주의적 구호품과 39명의 군인을 네피도로 보냈다. 국가 자선 기관은 발전기 100대, 텐트 50개, 사롱 10,000개, 여성 및 아동 필수품 5,000묶음을 보냈다. 53명으로 구성된 수색 및 구조팀도 인도네시아에서 파견되었다. 세 차례에 걸쳐 3월 31일, 4월 1일, 4월 3일에 인도주의적 지원이 전달되었다. |
| 아일랜드       | €6 백만        | |
| 이스라엘       |                | 요시 핀토 대령이 이끄는 수색 및 구조팀이 태국 현지 당국을 지원했다. 이스라엘 대사관은 국가감사원 건물 수색에 사용된 스캐닝 장치를 보냈으며, 이스라엘 지원기구(IsraAid)는 긴급 팀을 파견했다. |
| 이탈리아       | €3.3 백만      | 이탈리아는 미얀마에 330만 유로의 긴급 지원을 할당하여 IFRC, 이탈리아 시민 사회 단체 및 NGO를 지원했다. 에드몬도 치리엘리 이탈리아 하원 의원은 IFRC에 200만 유로의 긴급 기여를 승인했으며, 다양한 이탈리아 시민 사회 단체에 130만 유로를 추가로 지원하여 위기 대응을 도왔다. |
| 일본           |                | 텐트 450개, 방수 시트 240개, 의료진을 미얀마에 파견했다. 또한 미얀마에 6백만 달러의 긴급 무상 원조를 약속했다. |
| 저지섬         | GB£300,000     | |
| 라오스         |                | 라오스 국방부는 소방관 33명, 군인 11명 및 기타 지원 인력으로 구성된 비상 대응팀을 미얀마에 파견했다. |
| 말레이시아     | US$2.3 백만    | 말레이시아 특수재난지원구조팀 구호 인력 50명을 미얀마에 파견했다. |
| 네덜란드       |                | 태국을 통해 미얀마에 지원을 제공할 유럽 팀의 일원으로 전문가 2명을 파견했다. |
| 뉴질랜드       | 틀:NZD 백만    | |
| 노르웨이       |                | 태국을 통해 미얀마에 지원을 제공할 유럽 팀의 일원으로 전문가 2명을 파견했다. |
| 파키스탄       |                | 국가 재난 관리 당국은 70톤의 구호 물품을 공급했다. 35톤의 필수품으로 구성된 두 번째 지원 물품은 4월 6일 파키스탄 대사관에서 미얀마 양곤도 정부에 양곤 국제공항에서 전달되었다. |
| 필리핀         |                | 필리핀 민방위청, 필리핀 보건부, 필리핀 육군, 필리핀 공군, 화재 방지국, 메트로 마닐라 개발청 및 민간 부문 인력으로 구성된 91명 규모의 범기관 인도주의 지원단을 파견했다. |
| 러시아         |                | 러시아 비상사태부는 의사 및 구조 인력 120명을 태운 항공기 2대를 미얀마에 파견했다. 만달레에는 이동식 항공 병원이 설립되었다. |
| 싱가포르       |                | 싱가포르 민방부대는 80명 규모의 라이온하트 작전 구조팀을 미얀마 구조 활동에 지원하기 위해 파견했다. |
| 대한민국       | US$4 백만      | |
| 스페인         | €2 백만        | IFRC에 50만 유로, IFRC의 재난 대응 비상 기금에 150만 유로를 보냈다. |
| 스리랑카       | US$1 백만      | 진행 중인 구호 및 복구 노력을 지원하기 위한 인도주의적 지원 자금과 미얀마 파견을 위한 의료팀 및 보건 부문 지원을 준비했다. 불치사 (캔디)는 미얀마에 1,500만 스리랑카 루피의 재정 지원을 약속했다. |
| 스웨덴         | 틀:SEK 백만    | |
| 스위스         | 틀:CHF 백만    | |
| 중화민국       | US$111,000     | 중화민국 내정부 소방서는 120명의 인력과 6마리의 개를 제공했다. 이 제안은 거절되었고 팀은 해체되었다. |
| 태국           |                | 태국 왕립군은 49명 규모의 수색 및 구조팀을 미얀마에 파견할 것이라고 밝혔다. |
| 동티모르       | US$500,000     | |
| 아랍에미리트   |                | 무함마드 빈 자이드 알나흐얀 UAE 대통령은 아부다비 경찰, UAE 국가 방위대 및 합동 작전 사령부 대원으로 구성된 수색 및 구조팀에게 미얀마 지진 생존자를 돕도록 지시했다. |
| 영국           | GB£10 백만     | |
| 미국           | US$2 백만      | 도널드 트럼프 미국 대통령은 최근 해외 원조 삭감에도 불구하고 미얀마에 지원을 보낼 것이라고 말했다. 주 양곤 미국 대사관은 현지 단체를 통해 최대 2백만 미국 달러를 지원하겠다고 약속했다. 미얀마에 복구 작업을 위해 3명의 팀이 파견되었지만, 비자 처리 문제로 어려움을 겪었다. 미얀마에 있는 동안, 그들은 트럼프 행정부의 해외 원조 삭감 노력의 일환으로 몇 달 내에 해고될 것이라는 통보를 받았다. 전 USAID 부국장 마르시아 웡에 따르면, 이 노동자는 길거리에서 잠을 잤다. 4월 4일, 미국은 주거, 식량, 물에 추가로 7백만 미국 달러를 지원하겠다고 약속했다. 태국에서는 미국 인도-태평양 사령부가 국가감사원 건물 구조 활동을 지원하기 위해 인력을 파견했다. |
| 바티칸 시국    |                | 교황 프란치스코는 건강 악화에도 불구하고 직원들을 통해 미얀마 지진 피해자들에게 인도주의적 지원을 보냈다. |
| 베트남         | US$300,000     | 베트남 인민군은 80명 규모의 지진 구호팀을 파견했다. 베트남 공안부 소속 26명의 팀원은 3월 31일 저가잉에서 수색 및 구조 작전을 시작했다. |

## 같이 보기
- 미얀마의 지진 목록
- 2025년 지진